# Copa Norte de Futebol Sub-20 de 2014
A Copa Norte de Futebol Sub-20 de 2014 foi a segunda edição da Copa Norte de Futebol Sub-20. Competição organizada pela CBF, sediada em Belém do Pará e disputado por equipes dos estados da Região Norte do Brasil, juntamente com clubes do Maranhão e do Piauí (apesar de estes pertencerem à Região Nordeste). O vencedor foi o Clube do Remo de Belém do Pará pela segunda vez consecutiva.
Os representantes foram escolhidos pelas federações estaduais, de acordo com a classificação em seus Campeonatos da categoria.

## Participantes
Grupo A
 Remo
 São Raimundo-RR
 Tarumã
 Trem
Grupo B
 Americano
 Comercial-PI
 Paysandu
 São Francisco

## Fase Final

### Semifinais
| 30 de agosto de 2014 | Remo | 4 – 0 | Comercial-PI |  |
| 9:30                 |      |       |              |  |

| 30 de agosto de 2014 | Paysandu | 2 – 3 | Tarumã |  |
| 9:30                 |          |       |        |  |

### Final
| 31 de agosto de 2014 | Remo | 2 – 0 | Tarumã |  |
| 9:30                 |      |       |        |  |

## Premiação
| Campeão Copa Norte 2014 (Sub-20) |
| -------------------------------- |
| Remo (2º título)                 |